# Valeč (Třebíči járás)
Valeč település Csehországban, a Třebíči járásban. Valeč Stropešín, Dolní Vilémovice, Hrotovice, Odunec, Dalešice és Třebenice településekkel határos. Lakosainak száma 845 fő (2024. január 1.).

## Népesség
A település lakosságának változását az alábbi diagram mutatja:
| Lakosok száma | 657  | 744  | 821  | 624  | 655  | 545  | 787  | 791  | 828  | 845  |
|               | 1869 | 1890 | 1921 | 1950 | 1980 | 2001 | 2017 | 2019 | 2022 | 2024 |